# Skrzatusz
Skrzatusz is een dorp in de Poolse woiwodschap Groot-Polen. De plaats maakt deel uit van de gemeente Szydłowo (powiat Pilski) en telt 580 inwoners.

## Verkeer en vervoer
- Station Skrzatusz